# (5155) Denisyuk
(5155) Denisyuk (1972 HR) – planetoida z grupy pasa głównego asteroid okrążająca Słońce w ciągu 5,51 lat w średniej odległości 3,12 j.a. Odkryta 18 kwietnia 1972 roku.